# Ceratocanthus fuscoviridis
Ceratocanthus fuscoviridis är en skalbaggsart som beskrevs av Ohaus 1911. Ceratocanthus fuscoviridis ingår i släktet Ceratocanthus och familjen Hybosoridae. Inga underarter finns listade i Catalogue of Life.